# Moravané (politická strana)
Moravané (zkratka Moravané, dříve Hnutí samosprávné Moravy a Slezska – Moravské národní sjednocení) jsou moravská politická strana registrovaná v České republice, působící převážně na Moravě. Byla založená 1. června 1994.[zdroj?]
Strana usiluje o „obnovení samosprávy Moravy na základě práva moravského národa na sebeurčení. Cílem strany Moravané je změna unitární České republiky na Českou a Moravskou Federativní Republiku, federaci dvou rovnoprávných národů Čechů a Moravanů. Moravané jsou stranou euroskeptickou, vymezující se především vůči údajné likvidaci moravského národního povědomí.“

## Historie
Strana Moravané vznikla sjednocením dřívějších „promoravských“ stran.[zdroj?] Největší popularity a vlivu dosáhlo počátkem 90. let Hnutí samosprávné demokracie - Společnost pro Moravu a Slezsko. Strana Moravané navazuje na Hnutí samosprávné Moravy a Slezska. Současný název Moravané strana přijala na sjezdu 17. prosince 2005.[zdroj?] Kromě Hnutí samosprávné Moravy a Slezska v roce 2005 do strany vstoupila i celá členská základna Moravské demokratické strany (MoDS), která v 90. letech 20. století postupně integrovala politické subjekty jako např. Hnutí za samosprávnou demokracii - Společnost pro Moravu a Slezsko, Liberálně sociální unii, Stranu moravského venkova, Moravskoslezské hnutí, Moravskou národní stranu nebo Zemědělskou stranu, dále třeba Křesťanskosociální unii a další.[zdroj?] Po sloučení byla Moravská demokratická strana zrušena.[zdroj?]
Strana Moravané patří k tzv. moravskému hnutí. Odvolává se na rozsáhlou míru autonomie, kterou mělo Moravské markrabství v letech 1182–1918, a na prvorepublikovou Moravskoslezskou zemi, která byla protiprávně zrušena komunistickým totalitním režimem od 1. ledna 1949.[zdroj?]
Strana považuje označování území Moravy a Slezska  jako Čechy a stejně tak jeho obyvatele za útok na  moravskou identitu.[zdroj?]
V souvislosti s tím kritizuje i používání znaků a stanovení hranic krajů. Rozpadem federace v roce 1993 se do státního znaku dostala moravská orlice, ale v malém státním znaku zůstal pouze český lev. Poslední krajské zřízení ČR téměř kopíruje komunistické kraje z roku 1949 bez vztahu k historickým zemským hranicím, krajem Vysočina byla rozbita historická hranice Moravy jako přirozený územní celek. Strana dále poukazuje na fakt, že Moravané v rámci ČR nemají status ani národnostní většiny, ani menšiny.[zdroj?]
Strana Moravané dále uvádí, že český centralizovaný stát nezohledňuje potřeby Moravanů, krajská zastupitelstva na Moravě nemají potřebné kompetence a finanční prostředky.[zdroj?]
Prvním předsedou strany byl Pavel Dohnal, druhým Jiří Novotný, třetím Milan Trnka, čtvrtým opět Pavel Dohnal, pátým Ondřej Hýsek, šestým opět Pavel Dohnal, sedmým Tomáš Ingr. Kvůli spolupráci strany Moravané s SPD ve sněmovních volbách v roce 2017 se od ní v roce 2018 oddělilo Moravské zemské hnutí, které je naopak založeno na zemském principu, je proevropské a liberální.
Současným předsedou strany je Ctirad Musil.

## Programové cíle

### Volební program 2019[9]
Cílem strany je ukončení „pošlapávání práv moravského lidu a počešťování obyvatel Moravy“.
Na základě práva na sebeurčení moravského národa usiluje strana Moravané o přeměnu České republiky na federativní stát dvou rovnoprávných národů, Čechů a Moravanů, na Českou a Moravskou Federativní Republiku. Jako podporu pro toto uspořádání uvádí existenci nezávislého Markrabství moravského v ústavě Rakouska-Uherska.
Připojení Moravy k českému státu v roce 1918 považuje strana za násilný čin, kritizuje zrušení moravské autonomie a moravského zákonodárného sněmu v roce 1920 a likvidaci částečné moravské samosprávy v rámci Moravské a následně Moravskoslezské země v roce 1949. A za svévolný počin považuje zahrnutí Moravy do České republiky jako bezejmenné součásti v roce 1969.
Podle strany pominuly obavy z poněmčení z druhé poloviny devatenáctého století i společná československá identita.
Strana prosazuje odvolatelnost politiků a rozhodování o zákonech formou referend. Pro schválení by stačila nadpoloviční většina zúčastněných voličů, pro schválení ústavního zákona by stačila nadpoloviční většina všech oprávněných voličů.
Strana klade důraz na efektivitu státní správy. Dosáhnout toho chce mj. rozdělením pravomocí na obce pro výkon místní samosprávy a okresy pro výkon státní správy.
Dále chce snížit množství zákonů, zvýšit osobní odpovědnost politiků a státních zaměstnanců, snížit odměny státním zaměstnancům a bojovat proti korupci. 

### Starší program
V minulosti strana nepožadovala federaci na národnostním principu, ale návrat k historickým českým zemím (Čechy, Morava a Slezsko), a ještě před tím navrhovala vytvořit federaci tří nově zformovaných spolkových zemí – „Země Čechy“, „Země Morava-Slezsko“ a „Země Praha“.
Strana Moravané usilovala o obnovení zemského uspořádání českých zemí zrušeného komunisty od 1. ledna 1949 v podobě nově vytvořených spolkových zemí a chtěla z Česka vytvořit federální spolkový stát po vzoru Německa nebo Rakouska. Dále požadovala, aby zákon definoval občany moravské a slezské národnosti jako většinová národní společenství žijící v Česku a aby byla vytvořena moravská televize a rozhlas.
Moravané v zahraničně politické oblasti podporovali přeměnu Evropské unie na federaci evropských historických zemí. Politický program strany hovořil o obnově zemského uspořádání v rámci Česka, nikoli o úplné nezávislosti. Od separatismu se v rozhovoru pro Parlamentní listy distancoval i někdejší předseda Jiří Novotný. Bývalý předseda strany, Milan Trnka, v rozhovoru pro slovenský časopis Dimenzie nicméně uvedl: „Jednou z koncepcí budoucí sjednocené Evropy je představa Evropy složené z tradičních historických zemí. Morava takovou zemí se svojí vlastní kulturou a dějinami je. Na mapě Evropy by mohla v budoucnu figurovat společně s dalšími jako samostatný útvar, podléhající pochopitelně společné evropské vládě.“
Strana si kladla za cíl podle finského vzoru podpořit okrajové a zaostalé regiony tím, že do nich přesune zjednodušené ústřední a zemské úřady a jejich pobočky na podporu regionální zaměstnanosti. Za tímto účelem chtěla také obnovit okresní úřady na úkor krajských a městských úřadů s rozšířenou působností. Vysídlující se oblasti chtěla podpořit např. přídavky k platu, rodinnou politikou a rozsáhlou podporou služeb a infrastruktury v malých obcích.
V oblasti dopravy strana usilovala o dálniční propojení opomíjených oblastí Moravy a Slezska, dobudování dálnic zejména v severo-jižním směru (D52 Brno–Vídeň, D43 Brno–Moravská Třebová, D55 Otrokovice–Břeclav, „slezská dálnice“ Šumperk–Bruntál–Opava–Ostrava–Český Těšín–Jablunkov), obnovení některých železničních spojení s Rakouskem (Hevlín–Laa, Slavonice–Schwarzenau), obnovení a zastavení rušení dalších lokálních tratí a zejména vznik dopravních firem účelně kombinujících silniční a železniční nákladní dopravu. Proti zneužití institutu exekuce strana navrhla zrušení soukromých exekutorů a svěření vymáhání pohledávek pouze soudům.
Jiří Novotný kritizoval českého prezidenta Václava Klause za přehnanou víru ve volný trh, který „vše sám zázračně vyřeší“, a za doporučení, aby lidé myšlení na budoucnost nechali spisovatelům sci-fi.

## Moravská národnost
Podle strany Moravané jsou Moravané „jedním z nejstarších národů Evropy. Jejich původní historický spisovný jazyk – staroslověnština – byl po hebrejštině, řečtině a latině čtvrtým liturgickým jazykem. Moravané mají vlastní, bezmála dvanáct set let trvající moravskou historii, vlastní moravské tradice, kulturu i vlastní moravské národní a zemské symboly“. Politická strana Moravané proto požadovala, aby ve sčítání lidu v roce 2011 byla moravská národnost výslovně uvedena na sčítacích arších. Nakonec byla uvedena pouze volná kolonka bez uvedení vzorových národností.
Podle výsledků sčítání lidu v roce 2011 se k moravské národnosti (samostatně nebo v kombinaci) přihlásilo přes 620 tisíc obyvatel Česka, to je o více než 240 000 více než v roce 2001. Počet obyvatel moravské národnosti (na rozdíl od české) od posledního sčítání lidu vzrostl i přesto, že kolonku „národnost“ vyplnilo o více než 2,5 mil. obyvatel méně než před deseti lety. Nedosahuje však počtů, uvedených ve sčítání lidu v roce 1991.

## Aktivity

### Výzva pro prezidenta ČR Miloše Zemana
Politická strana Moravané vyzvala prezidenta ČR Miloše Zemana v červnu 2015, aby prodiskutoval s velvyslancem Ruské federace vysílání ruské státní televize, v němž byla vojenská okupace Československa v srpnu 1968, která stála život 109 československých občanů (108 a jeden v roce 1969), označena jako bratrská pomoc spojeneckých armád.

### Uctění památky Boleslava Bárty

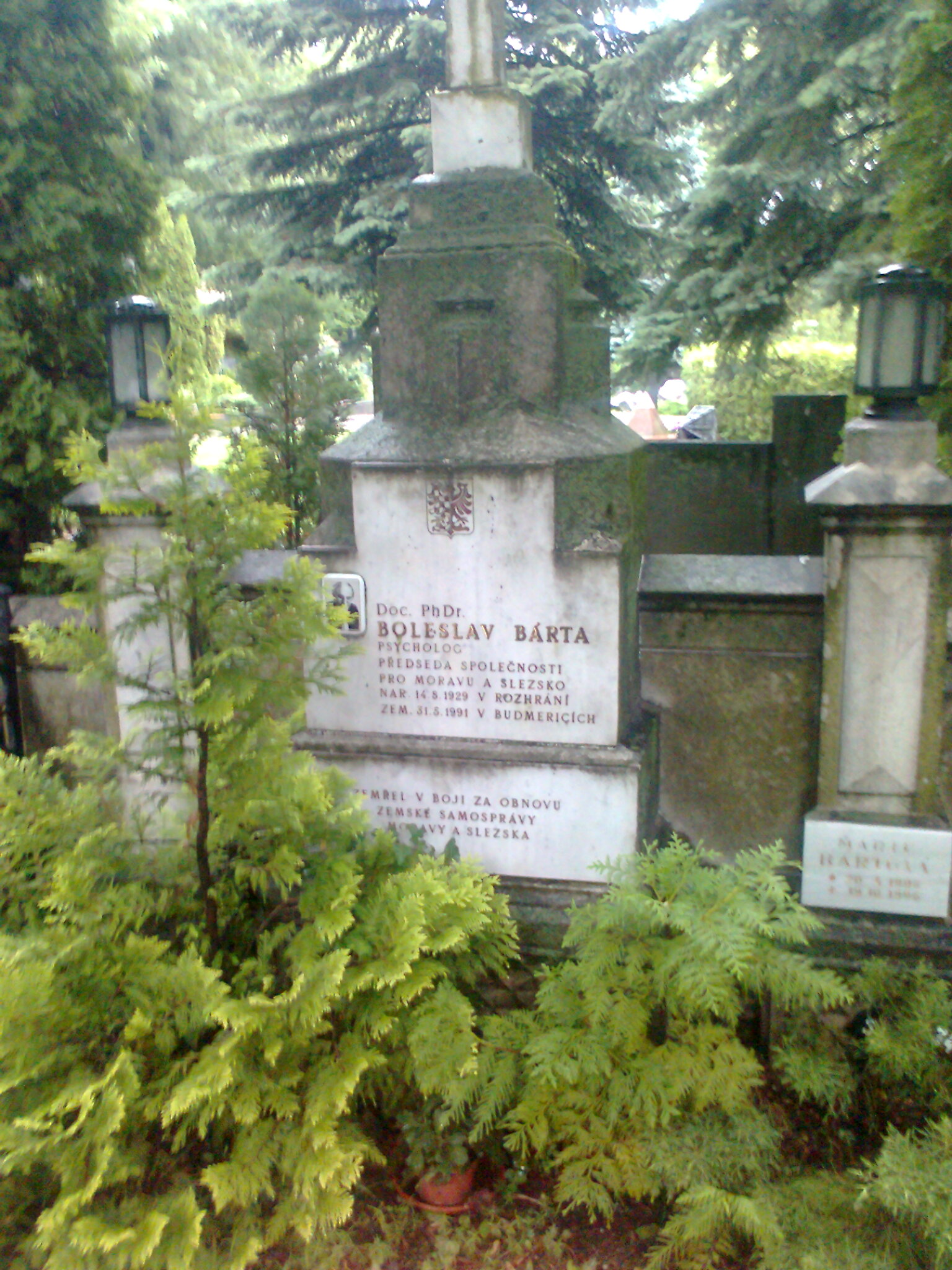
Hrob Boleslava Bárty v Brně

Strana Moravané každoročně organizuje Uctění památky doc. PhDr. Boleslava Bárty, CSc., který byl významnou osobností, zakladatelem a lídrem moravského hnutí, předsedou Hnutí za samosprávnou demokracii - Společnosti pro Moravu a Slezsko v letech 1989–1991 a který náhle zemřel po svém projevu během jednání o československé federaci v Budmericích dne 31. května 1991. Prosazoval tehdy přeměnu Československa na trojfederaci Čech, Moravy se Slezskem a Slovenska, jako řešení tehdy politicky zablokované československé dvojfederace v letech 1990–1992. Shromáždění k uctění památky Boleslava Bárty se koná pravidelně koncem května u jeho hrobu na Ústředním hřbitově v Brně.

### Demonstrace na summitu středoevropských prezidentů v Brně
Při příležitosti summitu středoevropských prezidentů v Brně (24. až 26. května 2007) uspořádala strana demonstraci za zřízení moravského parlamentu pod heslem Free Moravia (Osvoboďte Moravu).

### Volby do Evropského parlamentu v roce 2009
Do volební kampaně do Evropského parlamentu v roce 2009 strana vstoupila s programem Austropa, což je projekt politického svazku Moravy a historických regionů Rakouska, Slovenska, případně Maďarska a Slovinska.
V čele evropské kandidátky stál předseda strany Jiří Novotný, jednatřicetiletý podnikatel v oboru životního prostředí. Podle jeho názoru je pro Moravu výhodnější a přirozenější spolupráce s okolními státy, zejména Rakouskem.

### Demonstrace k výročí sčítání lidu z roku 1991
K příležitosti 19. výročí sčítání lidu z roku 1991, kdy se (jako poprvé) spontánně přihlásilo k moravské národnosti 1 362 313 občanů České republiky, tj. 13,2 % obyvatelstva, se strana v únoru 2010 pokusila zapálit svíčky u budovy někdejší moravské zemské sněmovny v Brně, v níž dnes sídlí Ústavní soud České republiky. Protože zákon zakazuje shromáždění u budovy Ústavního soudu blíže než sto metrů, policie zapálení svíček neumožnila.

### Volby do Evropského parlamentu v roce 2024
V červnu 2024 se strana účastnila voleb do Evropského parlamentu jako součást koaliční kandidátní listiny PRO vystoupení z EU; lídrem koalice utvořené s Republikánskou stranou Čech, Moravy a Slezska byl předseda Moravanů Ctirad Musil. Kromě tradičního motivu spolupráce s ideově spřízněnými evropskými zeměmi, který strana prosazovala již ve volbách do Evropského parlamentu v roce 2009, hodlala koalice – jak je z názvu patrno – usilovat i o zahájení procesu vystoupení Česka z Evropské unie. Koalice získala 3 912 hlasů (0,13) a nezískala mandát.

### Volby do Poslanecké sněmovny Parlamentu České republiky 2025
Ve volbách do Poslanecké sněmovny v roce 2025 budou členové strany včetně jejího předsedy Ctirada Musila kandidovat na kandidátkách hnutí Stačilo!.

## Volební výsledky

### Volby do Poslanecké sněmovny
| Volby | Hlasy  | Hlasy | Mandáty | Mandáty | Pozice | Postavení       |
| Volby | Abs.   | %     | Abs.    | ±       | Pozice | Postavení       |
| ----- | ------ | ----- | ------- | ------- | ------ | --------------- |
| 2006  | 12 552 | 0,23  | 0/200   | ▬0      | ▲13.   | mimoparlamentní |
| 2010  | 11 914 | 0,22  | 0/200   | ▬0      | ▼15.   | mimoparlamentní |
| 2021  | 14 285 | 0,26  | 0/200   | ▬0      | ▲13.   | mimoparlamentní |

Při volbách v roce 2017 měla strana Moravané kandidáty v kandidátkách SPD. Žádný kandidát mandát nezískal.
| Jméno kandidáta   | Kraj            | Počet preferenčních hlasů | % v rámci kandidátní listiny |
| ----------------- | --------------- | ------------------------- | ---------------------------- |
| Pavel Dohnal      | Zlínský         | 981                       | 2,58                         |
| Petr Bystřický    | Zlínský         | 518                       | 1,36                         |
| Jiří Ficnar       | Pardubický      | 78                        | 0,29                         |
| Jan Herold        | Moravskoslezský | 476                       | 0,62                         |
| Jan Hruška        | Moravskoslezský | 589                       | 0,77                         |
| Tomáš Ingr        | Jihomoravský    | 820                       | 1,20                         |
| František Novotný | Jihomoravský    | 521                       | 0,76                         |

### Volby do zastupitelstev krajů
| Volby | Počet hlasů | %    | Počet mandátů |
| ----- | ----------- | ---- | ------------- |
| 2008  | 10 864      | 0,37 | 0             |
| 2012  | 14 772      | 0,56 | 0             |
| 2016  | 9 500       | 0,28 | 0             |
| 2020  | 7 795       | 0,31 | 0             |
| 2024* | 5 904       | 0,25 | 0             |

*V roce 2024 strana pří krajských volbách utvořila koalici s MZH v Jihomoravském a Zlínském kraji. V Olomouckém a Moravskoslezském kandidovala samostatně.

### Volby do Evropského parlamentu
| Volby | Počet hlasů | %    | Počet mandátů |
| ----- | ----------- | ---- | ------------- |
| 2009  | 9 086       | 0,39 | 0             |
| 2014  | 6 614       | 0,43 | 0             |
| 2019  | 6 599       | 0,27 | 0             |
| 2024* | 3 912       | 0,13 | 0             |

*Poznámka: Strana ve volbách v roce 2024 do EP kandidovala ve společné kandidátce se stranou Sdružení pro republiku – Republikánská strana Čech, Moravy a Slezska.

### Volby do zastupitelstev obcí
| Volby | Počet hlasů | %    | Počet mandátů |
| ----- | ----------- | ---- | ------------- |
| 2006  | 168 269     | 0,15 | 88            |
| 2010  | 72 545      | 0,08 | 61            |
| 2014  | 60 305      | 0,06 | 60            |
| 2018* | 34 843      | 0,03 | 36            |
| 2022* | 28 167      | 0,03 | 50            |

*Poznámka: Výsledky jsou počítány bez koalic.  